# Mariusz Duda
Mariusz Duda (Węgorzewo, Polonia, 25 de septiembre de 1975) es un músico, compositor, cantante y multiinstrumentista polaco. Es vocalista y bajista del grupo de rock progresivo Riverside y creador de su proyecto solista Lunatic Soul. También formó parte del grupo Xanadu y fue vocalista invitado para el álbum S.U.S.A.R. de la banda Indukti.

## Discografía

### En solitario
- The Song of a Dying Memory (2020, sencillo).
- Lockdown Spaces (2020).
- Are You Ready for the Sun (2020, sencillo).
- Knock Lock (2021, sencillo).
- Claustrophobic Universe (2021)
- Interior Drawings (2021).
- Let's Meet Outside (2022)
- Intervallum (2022)
- AFR AI D (2023 , Kscope).

### Riverside
- Out of Myself (2003, Laser's Egde, Mystic Production).
- Second Life Syndrome (2005, InsideOut, Mystic Production).
- Rapid Eye Movement (2007, InsideOut, Mystic Production).
- Anno Domini High Definition (2009, InsideOut, Mystic Production).
- Shrine Of New Generation Slaves (2013, InsideOut, Mystic Production).
- Eye of the Soundscape (2016,  InsideOut, Mystic Production; compilación)
- Love, Fear and the Time Machine (2015, InsideOut, Mystic Production).
- Wasteland (2018, InsideOut, Mystic Production).
- ID.Entity (2023, InsideOut, Mystic Production).

### Lunatic Soul
- Lunatic Soul (2008, Mystic Production, Snapper Music).
- Lunatic Soul II (2010, Mystic Production, Kscope Music).
- Impressions (2011, Kscope Music).
- Walking on a Flashlight Beam (2014, Kscope Music).
- Fractured (2017, Kscope Music).
- Under the Fragmented Sky (2018, Kscope Music).
- Through Shaded Woods (2020, Kscope Music).

### Apariciones como invitado
- S.U.S.A.R. del grupo Indukti (2004; vocalista invitado en tres canciones).
- Metanoia del grupo Amarok (2004; vocalista invitado en seis canciones).
- Lighthouse del grupo iamthemorning (2016; vocalista en la canción que da nombre al disco).